# Colote
Colote di Lampsaco (in greco antico: Κολώτης Λαμψακηνός?, Kolótēs Lampsakēnós; Lampsaco, 320 a.C. circa – dopo il 268 a.C.) è stato un filosofo greco antico.

## Biografia
Nato a Lampsaco come Metrodoro, Temista e Idomeneo, secondo Plutarco Colote era intelligente, ma vanitoso, dogmatico ed intollerante, come appariva dai suoi scritti. 
Fu uno dei più noti discepoli della prima ora di Epicuro; dopo averne ascoltato un discorso sulla natura delle cose, si sarebbe inginocchiato davanti a lui, pregandolo di divenire suo allievo, come lo stesso maestro scriveva, in una letteraː 
(Epicuro, Fr. 141 Usener - trad. A. D'Andria)
Il forte rapporto con il maestro, comunque, è testimoniato dal fatto che Epicuro era solito chiamarlo affettuosamente Koλωτάρας e Koλωτάριoς. Sarebbe morto (ad Atene?) dopo il 268 a.C.. 

## Pensiero
Colote accusava i filosofi precedenti di aver creato sistemi e teorie inconciliabili con la vita quotidiana: nel caso di Democrito, la sostanzialità delle qualità “secondarie” sostenuta da quest'ultimo implicava che la sua filosofia rendesse impossibile non solo il vivere bene, ma il vivere stesso; ancora, per quanto riguarda Platone, l’assunzione della dottrina delle idee comportava una svalutazione del mondo sensibile, che portava con sé conseguenze disastrose per la vita di tutti i giorni.  
È probabile Colote mirasse sia a promuovere la funzione terapeutica della filosofia, sia a confermare la validità delle principali concezioni epicuree relative alla fisica, all’etica e all’epistemologia. 
Era, poi, convinto che fosse indegno per un filosofo l'utilizzo di favole all'interno dei propri insegnamenti (concetto non condiviso da Cicerone), come dimostrato nel Contro il mito nella "Repubblica" di Platone; era, ancora, un ammiratore entusiasta del lavoro degli antichi legislatori.

## Opere
Colote scrisse un'opera per dimostrare Che è impossibile vivere secondo le dottrine degli altri filosofi (ὅτι κατὰ τὰ τῶν ἄλλων φιλοσόφων δόγματα οὐδὲ ζῆν ἐστιν), dedicata al re Tolomeo II. 
Nel polemizzare contro quest'opera, Plutarco scrisse due opere, un dialogo per dimostrare E' impossibile vivere piacevolmente secondo Epicuro, ed un trattato intitolato Contro Colote, da cui si riprende la conoscenza dei concetti del filosofo. Se ne ricava che Colote attaccasse sistematicamente i predecessori dell'Epicureismo, a partire da Democrito. Toccava, poi, a Parmenide ed Empedocle, per poi passare al duo Platone-Socrate, a Stilpone, ai Cirenaici e Arcesilao.
Alcuni frammenti di altre due opere di Colote sono stati scoperti nella Villa dei Papiri ad Ercolano. Si tratta di Contro il Liside di Platone e Contro l'Eutidemo di Platone, che testimoniano l'aspra polemica colotiana contro il platonismo e la teoria delle idee.